# Joseph Cross
Pour les articles homonymes, voir Cross.
Joseph Cross est un acteur et guitariste du groupe de rock américain Roostir. Il est né le 28 mai 1986 dans le New Jersey.
Il est notamment connu pour son rôle principale de Danny Kreuger dans le premier volet de Born to Race. Il incarne une tête brulé, passionné et pilote automobile talentueux de rodéos et défis illégaux.
Il est également apparu dans Mémoires de nos pères, Wide Awake de M. Night Shyamalan, et dans Jack Frost.

## Filmographie

### Cinéma
- 1998 : L'Enjeu de Barbet Schroeder
- 1998 : Wide Awake de M. Night Shyamalan
- 1998 : Jack Frost
- 2005 : Strangers with Candy
- 2006 : Mémoires de nos pères de Clint Eastwood
- 2006 : Courir avec des ciseaux (Running with Scissors)
- 2008 : Intraçable de Gregory Hoblit
- 2009 : Harvey Milk de Gus Van Sant
- 2011 : Edwin Boyd de Nathan Morlando : Val Kozak
- 2011 : The Last Days (Son of Morning) de Yaniv Raz : Phillip Katz
- 2011 : Born to Race : Danny Krueger
- 2012 : Lincoln de Steven Spielberg : John Hay
- 2013 : Jimmy P. (Psychothérapie d'un Indien des Plaines) d'Arnaud Desplechin : Docteur Holt
- 2017 : Everything Beautiful Is Far Away de Pete Ohs et Andrea Sisson : Lernert
- 2020 : Mank de David Fincher
- 2021 : Licorice Pizza de Paul Thomas Anderson : Matthew

### Télévision
- 1998 : Les Anges du bonheur (Touched by an Angel)
- 1998 : Saint Maybe
- 2000 : Le Prix de l'éternité
- 2003 : New York 911
- 2003 : New York 911 (Third Watch)
- 2003 : The O'Keefes (en)
- 2004 : Smallville (Saison 3, épisode 12)
- 2004 : New York, unité spéciale (saison 5, épisode 16) : Adam Nesbit
- 2005 : New York, police judiciaire (saison 15, épisode 15) : Will Shea
- 2017 : Mindhunter, épisodes 5 et 6 : Benjamin Barnwright

Big Little Lies Saison 1 : Tom
- 2023 : New York, unité spéciale (saison 24, épisode 18) : Martin Parish